# Tantalophis discolor
Tantalophis discolor is een slang uit de familie toornslangachtigen (Colubridae) en de onderfamilie Dipsadinae.

## Naam en indeling
De wetenschappelijke naam van de soort werd voor het eerst voorgesteld door Albert Günther in 1860. Oorspronkelijk werd de naam Leptodeira discolor gebruikt en later werd de slang aan de geslachten Sibon, Hypsiglena en Pseudoleptodeira toegewezen. Het is tegenwoordig de enige soort uit het monotypische geslacht Tantalophis.

## Verspreiding en habitat
Tantalophis discolor komt voor in delen van Midden-Amerika en leeft endemisch in Mexico. De slang is alleen aangetroffen in de deelstaat Oaxaca. De habitat bestaat uit droge tropische en subtropische bossen.

## Beschermingsstatus
Door de internationale natuurbeschermingsorganisatie IUCN is de beschermingsstatus 'kwetsbaar' toegewezen (Vulnerable of VU).